# Flaschengärung
Die Flaschengärung ist ein Verfahren zur Herstellung von Schaumwein, Apfelschaumwein oder Bier, bei dem die Zweitgärung in der Flasche stattfindet, um später ein Mousseux (Schäumen) zu erhalten. Bei der Flaschengärung von Schaumweinen unterscheidet man die klassische Flaschengärung und das Transvasierverfahren.

## Klassische Flaschengärung

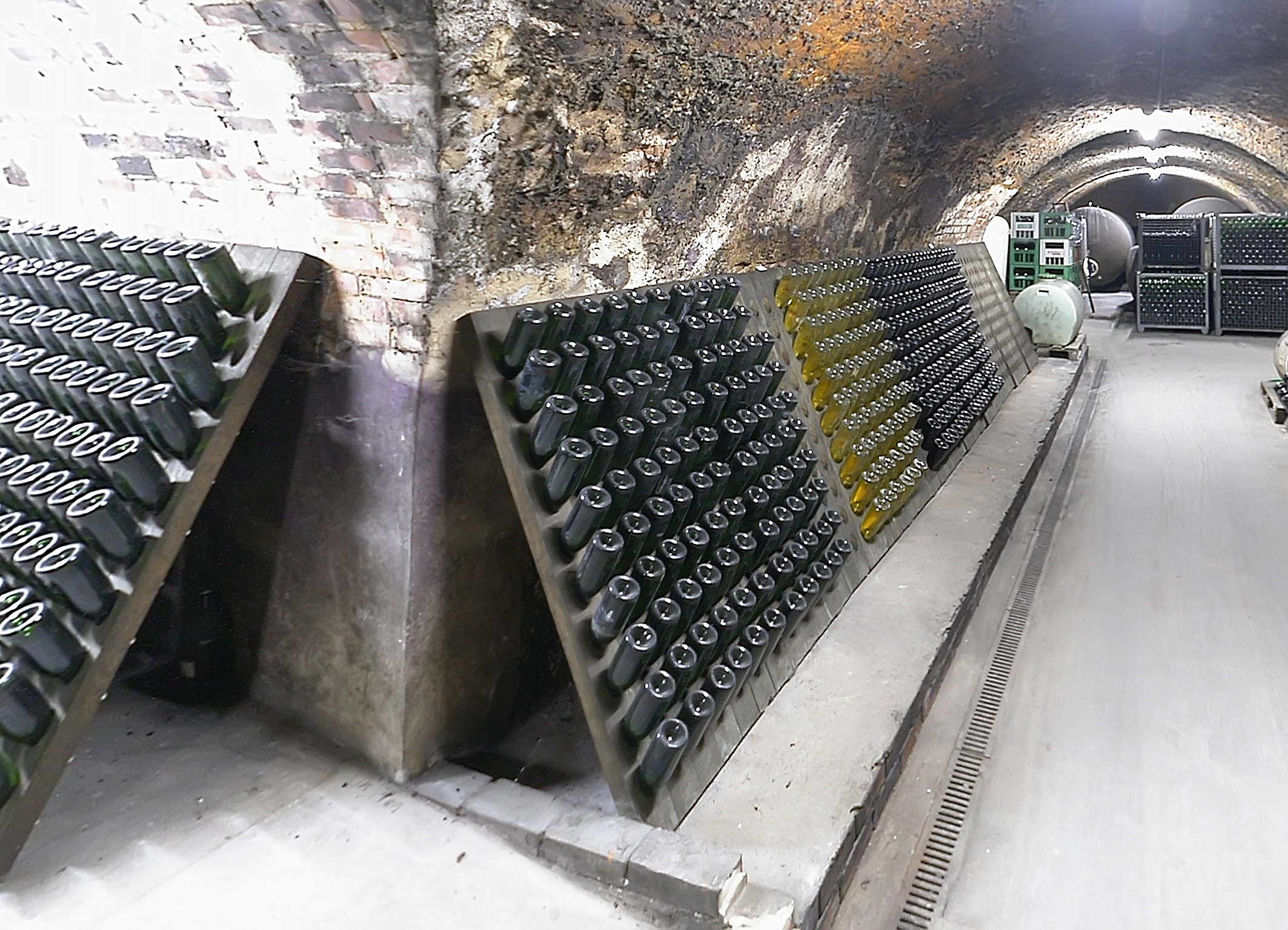
Blick in einen Sektkeller

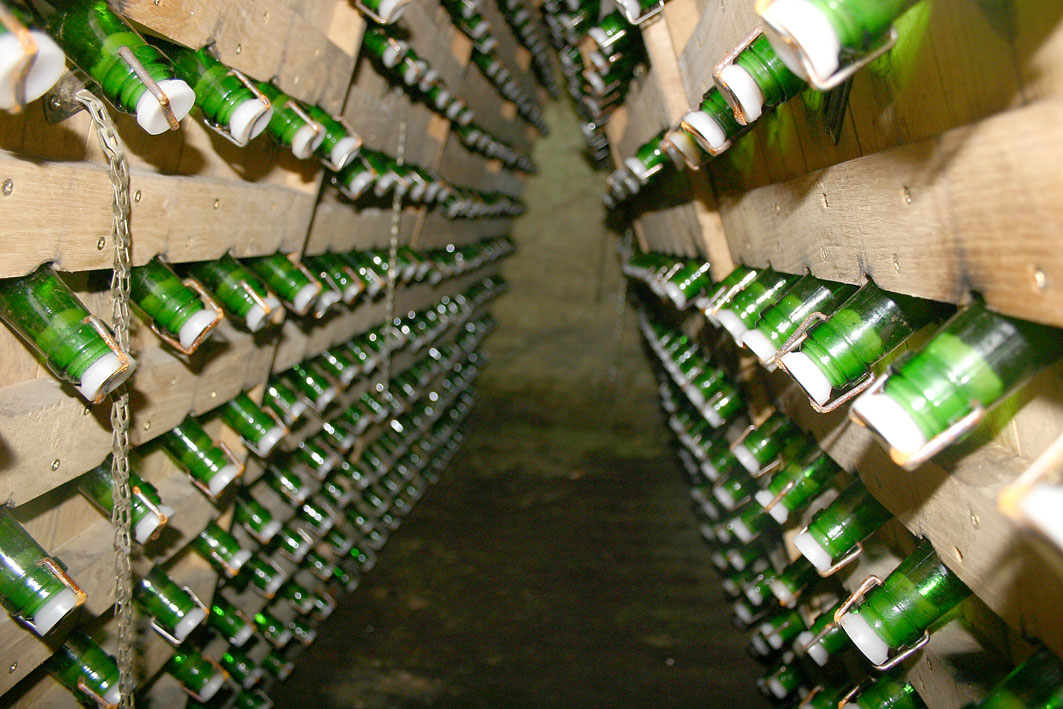
Flaschen in Rüttelpulten

Bei der klassischen Flaschengärung insbesondere von Schaumwein erfolgt die Gärung bereits in den Flaschen, in welchen das Getränk später in den Verkehr gebracht werden soll. Die EU erlaubt bei Schaumweinen für dieses Verfahren die Bezeichnungen „Méthode classique“ oder „Méthode traditionelle“ bzw. „Méthode traditionelle classique“, wobei auch eine Übersetzung in die jeweilige Landessprache zulässig ist. Die auch im Jahr 2024 immer noch zu findende Bezeichnung „Méthode champenoise“ ist bereits seit 30 Jahren nicht mehr zulässig, obwohl sich die Verfahren nicht unterscheiden. Seit 1994 bleibt die Bezeichnung „Méthode champenoise“ der Erzeugung von Champagner vorbehalten.
Dieses Verfahren ist für die Herstellung von Champagner, Crémant und Cava zwingend vorgeschrieben. Auch in Deutschland werden Schaumweine, insbesondere Winzersekt, nach diesem Verfahren erzeugt.
Der Grundwein wird für die zweite Gärung mit Zucker und Hefe versetzt (Tirage) und in die Schaumweinflasche gefüllt, die mit einem Kronkorken und ggf. zusätzlich einem Bidule verschlossen wird. Bei der folgenden alkoholischen Gärung wird der Zucker durch die Hefen in Kohlensäure und Alkohol umgesetzt. Nach Ablauf der Mindestlagerzeit wird die Hefe durch Abrütteln (Remuage, manuell oder automatisch) in den Flaschenhals bewegt. Hierzu werden Rüttelpulte aus Holz (manuelles Verfahren) sowie halb- und vollautomatische Rüttelmaschinen (Gyropaletten) verwendet.
Beim Degorgieren (Enthefen) wird der entstandene Hefepfropfen entfernt, wobei der Schaumwein grundsätzlich in der Flasche bleibt, damit die im Wein gelöste Gärungskohlensäure nicht verloren geht. Man unterscheidet zwischen Kalt- und Warmdegorgieren.
Beim Kaltdegorgieren wird die abgerüttelte Hefe im Flaschenhals eingefroren, indem die Flaschen kopfüber in ein Eisbad gesteckt werden. Anschließend kann die Flasche zum Öffnen umgedreht werden, ohne dass das nun im Flaschenhals eingefrorene Hefedepot den Schaumwein wieder eintrübt. Beim Öffnen des Kronkorkens wird der Hefe-Eis-Pfropfen durch den Gasinnendruck herausgeschleudert, wobei die Flasche danach sofort wieder verschlossen werden muss, damit keine weitere Kohlensäure oder gar der Schaumwein entweicht, bis sich der Flascheninhalt wieder beruhigt. Beim manuellen Degorgieren wird zum Verschließen der Flasche einfach der Daumen auf die Flaschenöffnung gelegt. Die Technik bietet mittlerweile aber auch vollautomatisierte Lösungen mit hohen Stundenleistungen an.
Da beim Degorgieren nicht nur der Hefe-Eis-Pfropfen entfernt wird, sondern unvermeidbar auch immer etwas Schaumwein verloren geht, müssen die Flaschen anschließend wieder aufgefüllt werden. Bei Schaumweinen, die ihren ursprünglichen Charakter behalten sollen, wird lediglich vom erzeugten Schaumwein (aus anderen Gebinden) nachgefüllt, erfolgt also keine so genannte Dosage. Solcher Schaumwein trägt die Zusatzbezeichnung Zero-Dosage oder pas dosé bzw. brut nature. Er hat dann einen Restzuckergehalt bzw. eine Restsüße von weniger als 3 g/l.
Bei Schaumweinen, die gezielt eine bestimmte Geschmacksrichtung erhalten sollen, wird der fehlende Flascheninhalt mit einer Dosage (französisch liqueur d’expedition) aufgefüllt. Mit dieser wird zugleich der Süßegrad des Schaumweines bestimmt. Die Dosage besteht aus einem Gemisch aus Wein und Zuckersirup. 
Beim Warmdegorgieren (französisch dégorgement à la volée) wird das Hefedepot nicht eingefroren. Der (Kosten-)Vorteil hierbei ist, dass es keine technische Einrichtung zum Einfrieren des Hefedepots im Flaschenhals braucht. Die Flasche wird mit der Öffnung nach unten geöffnet, so wie sie sich in der Rütteleinrichtung befand, damit die längst abgestorbenen Hefen im Flaschenhals verbleiben und nicht in den Schaumwein zurückgelangen. Geschick und Schnelligkeit ermöglichen das manuelle Warmdegorgieren, ohne dass zu viel des Schaumweins verloren geht. Grundsätzlich sind aber – schwerkraftbedingt – die Inhaltsverluste bei diesem Verfahren größer. Es gibt aber auch hier ausgereifte halbautomatische Lösungen.

## Transvasierverfahren
Das Transvasierverfahren stellt einen Weg dar, die Vorteile der traditionellen Flaschengärung beizubehalten und die aufwändigen, personalintensiven Schritte des Entfernens der Hefe gegenüber der traditionellen Methode zu vereinfachen. Diese Methode verbreitete sich seit den 1950er Jahren immer mehr, weil die Kapazitäten der traditionellen Methode nicht mehr ausreichten, um dem steigenden Bedarf nach Sekt nachzukommen.
Beim Transvasierverfahren wird die Gärung, allerdings in einer speziellen Gärflasche, wie bei der traditionellen Methode durchgeführt, die Enthefung erfolgt dann jedoch nicht mittels Abrütteln und Degorgieren, sondern nach Entleeren der Flaschen unter Kohlensäuredruck durch eine Filtration. Der Sekt wird anschließend im Drucktank dosiert und auf neue Flaschen gefüllt. Weil die zweite Gärung des Sektes wie bei der traditionellen Flaschengärung in Flaschen stattfindet, darf der im Transvasierverfahren hergestellte Sekt als „Flaschengärung“ deklariert werden, allerdings nur bei einer Mindestherstellungsdauer von neun Monaten und Lagerung auf der Hefe von mindestens 60 Tagen.
Bereits im 19. Jahrhundert experimentierte man mit dem Umfüllen (französisch transvaser) des entheften (degorgierten) Sektes in kleinere Gefäße. Das Problem des dabei auftretenden Druckverlustes konnte jedoch erst mit Drucktanks und Gegendruckfüllern gelöst werden. Die technischen Voraussetzungen hierfür standen erst Mitte des 20. Jahrhunderts zur Verfügung.
Der Vorteil dieser Methode besteht darin, dass die Cuvée durch die Entleerung homogenisiert wird. Mögliche Geschmacksunterschiede, bedingt durch unregelmäßigen Gärverlauf in den Gärflaschen, werden nivelliert. Dass das Transvasierverfahren bezeichnungsrechtlich „Flaschengärung“ heißen darf, wird gerne stillschweigend als Verkaufsargument genutzt. Die entscheidenden verfahrenstechnischen Unterschiede sind den meisten Verbrauchern ohnehin nicht bekannt. Eine 1988 im Auftrag des Stabilisierungsfonds für Wein vorgenommene Umfrage unter 1.000 Personen ergab, dass der Begriff „Flaschengärung“ zwar von der Mehrzahl der Befragten mit „in der Flasche vergoren“ in Verbindung gebracht wurde, aber nur 14 Prozent der Befragten die Bezeichnung auch dem Transvasierverfahren zuordneten und es von der „traditionellen Flaschengärung“ unterschieden.

## Flaschengärung von Bier
Auch Bier kann in der Flasche eine zweite Gärung durchmachen. Dabei wird dem Jungbier, nach der eigentlichen Bierherstellung, häufig unfiltriert, Hefe und die so genannte Speise als Kohlenhydratquelle zugefügt und dies direkt in Flaschen gefüllt. Bei der Nachgärung wird die Gärtemperatur über die Raumtemperatur meist elektronisch gesteuert. Die Gärung wird über den durch die Speise zugeführten Zucker bestimmt. Durch die Flaschengärung wird die Kohlensäure im Bier feiner gebunden. Die Reste der Hefe bleiben in der Flasche z. B. beim Hefeweizen. Die Nachgärung kann beim Bier auch in Fässern erfolgen, dies wird z. B. beim englischen real Ale praktiziert.
Das belgische Geuze ist eine Bierspezialität der traditionellen Flaschengärung.